# Уикс, Сюзанна
Сюзанна Л. Уикс (род. XX век, Тринидад) — исполнительный директор Общества промышленной и прикладной математики, профессор математических наук в Вустерском политехническом институте, соучредительница программы бакалавриата Научно-исследовательского института математических наук.

## Образование
Уикс — американка карибского происхождения, она родилась и выросла в Тринидаде и Тобаго. В 1989 году она окончила Индианский университет по специальности математика и информатика. В 1990 году она получила степень магистра прикладной математики, а в в 1995 году — докторскую степень по математике и научным вычислениям в Мичиганском университете.

## Карьера
Уикс содиректор программы подготовки к промышленной карьере в области математических наук, которая помогает преподавателям в США вовлекать своих студентов в исследования в области промышленной математики. Она профессор математических наук в Вустерском политехническом институте, а также соучредительница MSRI-UP, исследовательского центра для студентов, целью которого является расширение недостаточно представленных групп в математических программах через предоставление им исследовательских возможностей. В июле 2019 года она стала временным заместителем декана факультета бакалавриата Вустерского политехнического института. В декабре 2019 года она была избрана в исполнительный комитет Ассоциации женщин-математиков в качестве полного члена.

## Награды и признание
В 2015 году Уикс получила Премию попечителей Дениз Николетти за служение обществу. Уикс была признана Mathematically Gifted & Black лауреатом Месяца чёрной истории 2017 года. Она получила Премию М. Гвенет Хамфрис 2019 года за наставничество от Ассоциации женщин в математике. В 2020 году она выиграла Премию Деборы и Франклина Теппер Хаймо за выдающееся преподавание математики в колледже или университете от Математической ассоциации Америки. Она была удостоена звания преподавателя AWM-MAA Etta Zuber Falconer 2022 года. Уикс была выбрана членом Ассоциации женщин-математиков в 2024 году «за её последовательную и выдающуюся поддержку расширения участия женщин и девочек, а также других людей, которые недостаточно представлены в математике; за её отмеченное наградами преподавание и наставничество, а также за её видение и успех в совместном создании и совместном руководстве инновационными программами, которые улучшили и разнообразили математическое сообщество».